# パーキンエルマー
パーキンエルマー (英：PerkinElmer)はアメリカ合衆国マサチューセッツ州ウォルサムに本社を置く科学機器メーカーである。

## 概要
1931年にリチャード・スコット・パーキンによって設立された。当初は光学機器メーカーで航空写真用のカメラや天体望遠鏡や偵察衛星のカメラやハッブル宇宙望遠鏡の光学系等、数々の光学機器を開発、生産した。1987年にはゲノム解読機を開発してヒトゲノム計画で使用された。セレラ・ジェノミクス社の親会社だった時期もある。事業の選択と集中により従来のコア事業だった光学機器事業を売り払い、成長の見込める分野の企業を買収した。

## 主要な製品
- 赤外分光分析
- 赤外顕微鏡・イメージングシステム
- 蛍光・燐光分光分析
- 原子吸光分析
- ICP発光分光分析
- ICP質量分析
- 示差走査熱量測定装置（DSC）
- 熱重量・熱量同時測定装置（TG-DTA/DSC）
- 熱重量測定装置
- 熱機械分析システム
- 動的粘弾性測定装置
- 有機微量元素分析装置
- 電子天秤
- ガスクロマトグラフ
- ガスクロマトグラフ質量分析
- GC分析サンプリング
- 液体クロマトグラフ分析、HPLC、UHPLC